# Castello di Tegna
Il sito archeologico del Castello di Tegna o detto anche Rovine del Castelliere è ubicato sull'omonima collina sita a nord del paese di Tegna, frazione del comune svizzero di Terre di Pedemonte.

## Descrizione
Il promontorio del Castello svetta all'imbocco della Vallemaggia e delle Centovalli. Con i suoi 529 m di altitudine, si situa a 275 m di dislivello dal fondovalle, difeso naturalmente a sud e a est da due pareti rocciose pressoché inaccessibili. A pochi chilometri di distanza si trova il lago Verbano, dal quale sono raggiungibili gli importanti passi alpini del San Bernardino e del Lucomagno.

## Storia
Le prime ricerche archeologiche si sono svolte negli anni '40, sotto la direzione di Alban Gerster e Aldo Crivelli, alle quali fanno seguito puntuali interventi negli anni '60.
Nel 2017 il sito archeologico è stato al centro di un progetto di riqualifica promosso da numerosi enti locali, che ha permesso il ripristino delle principali vestigia e la valorizzazione dell'area dal punto di vista paesaggistico e archeologico.

## Archeologia

### Panoramica
Utensili di pietra e di selce attestano una frequentazione umana della collina che affonda le sue radici nel Neolitico, epoca nella quale le prime popolazioni stanziali si stabiliscono nella regione.
Le testimonianze più numerose, principalmente frammenti di recipienti ceramici, ma anche oggetti legati alla vita quotidiana come pesi da telaio e fusaiole, datano tuttavia dell’età del Bronzo. In quest’epoca è infatti presente un insediamento di carattere stabile o stagionale che perdura probabilmente durante tutta l’età del Ferro. Sono infatti stati rinvenuti numerosi reperti legati alla cultura di Golasecca e alla cultura di La Tène.
La conquista romana porta cambiamenti sostanziali nello stile di vita dei centri posti sulle rotte commerciali alpine; nei primi secoli dell’epoca romana la collina è infatti scarsamente frequentata, forse a favore dell’importante centro di Muralto. È durante gli sconvolgimenti che caratterizzano gli ultimi secoli dell’Impero che il promontorio è nuovamente occupato stabilmente da una fortificazione posta a sentinella dei transiti e occupata fino all’alto Medioevo.

### Tarda Antichità e alto Medioevo
Durante la tarda Antichità il promontorio è fortificato e integrato nel sistema difensivo volto al controllo dei passi alpini. In seguito al collasso della frontiera sul Reno, le Alpi si trovano infatti in prima linea e le difese sono rinforzate e poste sotto il controllo del Comes Italiae.
Sull’area pianeggiante al centro della collina,  all’inizio del V secolo è costruito l’edificio a pianta quadrata, di gran lunga il più imponente del sito. Il promontorio è cinto da una cortina muraria, regolarmente punteggiata da torri.  A est sono state rinvenute due sepolture di individui molto giovani, probabilmente coeve.
L’edificio principale presente al centro della collina è dotato di un grande locale interrato profondo 3 m e munito di due volte a botte poggianti su una struttura ad archi. Per l’edificazione di questi ultimi è stato impiegato del tufo proveniente dal nord dell’attuale Lombardia, come del resto i laterizi utilizzate per la copertura, che provano l’integrazione del sito nell’asse viario del Verbano. L’ambiente interrato è interamente rivestito di cocciopesto, che gli conferisce proprietà idrauliche e isolanti. Tali caratteristiche permettono di ipotizzare che si tratti di una cisterna. Dei contrafforti percorrono diagonalmente la struttura e sono destinati a rinforzarne gli angoli, il locale interrato e non da ultimo fornivano probabilmente un sostegno alla travatura del tetto.
Sullo sperone roccioso che domina l'interno sito è collocato l'edificio a pianta triangolare, forse di epoca medievale.
L'intero complesso è probabilmente occupato fino alla fine del VI secolo.